# Романов, Юрий Борисович
Ю́рий Бори́сович Рома́нов (15 марта 1945 — 21 декабря 2015) — советский и российский композитор, баянист, концертмейстер, педагог. Народный артист Российской Федерации (1997).

## Биография
В 1965 году окончил Воронежское музыкальное училище по классу баяна, в 1977 году — Воронежский государственный институт искусств, а в 1978 году — Петрозаводский филиал Ленинградской консерватории.
В 1961-62 годах работал в музыкальной школе Воронежа. С 1962 года — концертмейстер народного ансамбля профтехобразования «Весенние зори». С 1968 года — художественный руководитель коллектива.
В 1974-77 годах — солист-концертмейстер Воронежской областной филармонии.
С 1977 года — художественный руководитель ансамбля «Воронежские девчата». С 1998 года — профессор ВГАИ.
Член Союза композиторов России (2000).
Выпустил 4 грампластинки и 2 компакт-диска.

## Награды и признание
- Лауреат Всемирных фестивалей молодёжи и студентов (Хельсинки, 1962; Гавана, 1978; Москва, 1985).
- Премия Ленинского комсомола (1979).
- Лауреат V Всероссийского конкурса патриотической музыки (1975).
- Заслуженный артист РСФСР (25 июля 1984).
- Народный артист РФ (16 апреля 1997).
- Заслуженный деятель ВМО (2005).
- Премия ЦФО РФ в области литературы и искусства (2007).